# 帕夫林卡
46°48′44″N 30°40′35″E / 46.81222°N 30.67639°E
帕夫林卡（烏克蘭語：Павлинка）是位於烏克蘭西南部的村莊，由敖德萨州敖德萨区的克拉斯諾西爾卡市鎮負責管轄。該村始建於1939年，面積1.59平方公里，海拔高度62米，2001年人口525，人口密度每平方公里330.4人。